# Сан-Клімен-Сассебас
Сан-Кліме́н-Сассе́бас (кат. Sant Climent Sescebes) - муніципалітет, розташований в Автономній області Каталонія, в Іспанії. Знаходиться у районі (кумарці) Алт-Ампурда провінції Жирона, згідно з новою адміністративною реформою перебуватиме у складі Баґарії (округи) Жирона.

## Населення
Населення міста (у 2007 р.) становить 503 особи (з них менше 14 років - 14,3%, від 15 до 64 - 61,4%, понад 65 років - 24,3%). У 2006 р. народжуваність склала 3 особи, смертність - 6 осіб, зареєстровано 2 шлюби. У 2001 р. активне населення становило 201 особа, з них безробітних - 5 осіб.

Серед осіб, які проживали на території міста у 2001 р., 335 народилися в Каталонії (з них 294 особи у тому самому районі, або кумарці), 59 осіб приїхало з інших областей Іспанії, а 14 осіб приїхало з-за кордону. 

Університетську освіту має 6,8% усього населення. 

У 2001 р. нараховувалося 158 домогосподарств (з них 20,3% складалися з однієї особи, 36,1% з двох осіб,22,2% з 3 осіб, 12,7% з 4 осіб, 5,1% з 5 осіб, 3,2% з 6 осіб, 0,6% з 7 осіб, 0% з 8 осіб і 0% з 9 і більше осіб).

Активне населення міста у 2001 р. працювало у таких сферах діяльності : у сільському господарстві - 15,3%, у промисловості - 11,2%, на будівництві - 10,7% і у сфері обслуговування - 62,8%. 

 У муніципалітеті або у власному районі (кумарці) працює 259 осіб, поза районом - 124 особи.

### Безробіття
У 2007 р. нараховувалося 12 безробітних (у 2006 р. - 12 безробітних), з них чоловіки становили 41,7%, а жінки - 58,3%.

## Економіка

### Підприємства міста

#### Промислові підприємства
| \| Промислові підприємства міста, за сферою діяльності \| Промислові підприємства міста, за сферою діяльності \| Промислові підприємства міста, за сферою діяльності \| \| Рік \| 2002 р. \| 2001 р. \| \| --------------------------------------------------- \| --------------------------------------------------- \| --------------------------------------------------- \| \| Енергетичні та водні ресурси \| 0% \| 0% \| \| Хімія та метали \| 14,3% \| 16,7% \| \| Переробка металів \| 14,3% \| 16,7% \| \| Продукти харчування \| 42,9% \| 33,3% \| \| Текстиль \| 0% \| 0% \| \| Виробництво меблів, видання \| 28,6% \| 33,3% \| \| Інше \| 0% \| 0% \| \| Усього підприємств \| 7 \| 6 \| |         |         |
| Промислові підприємства міста, за сферою діяльності |         |         |
| Рік | 2002 р. | 2001 р. |
| Енергетичні та водні ресурси | 0%      | 0%      |
| Хімія та метали | 14,3%   | 16,7%   |
| Переробка металів | 14,3%   | 16,7%   |
| Продукти харчування | 42,9%   | 33,3%   |
| Текстиль | 0%      | 0%      |
| Виробництво меблів, видання | 28,6%   | 33,3%   |
| Інше | 0%      | 0%      |
| Усього підприємств | 7       | 6       |

#### Роздрібна торгівля
| \| Підприємства роздрібної торгівлі міста, за сферою діяльності \| Підприємства роздрібної торгівлі міста, за сферою діяльності \| Підприємства роздрібної торгівлі міста, за сферою діяльності \| \| Рік \| 2002 р. \| 2001 р. \| \| ------------------------------------------------------------ \| ------------------------------------------------------------ \| ------------------------------------------------------------ \| \| Продукти харчування \| 71,4% \| 66,7% \| \| Одяг та взуття \| 0% \| 0% \| \| Товари для дому \| 0% \| 0% \| \| Книги та періодичні видання \| 0% \| 0% \| \| Промислова хімічна продукція \| 28,6% \| 22,2% \| \| Продукція, пов'язана з транспортними засобами \| 0% \| 0% \| \| Інше \| 0% \| 11,1% \| \| Усього підприємств \| 7 \| 9 \| |         |         |
| Підприємства роздрібної торгівлі міста, за сферою діяльності |         |         |
| Рік | 2002 р. | 2001 р. |
| Продукти харчування | 71,4%   | 66,7%   |
| Одяг та взуття | 0%      | 0%      |
| Товари для дому | 0%      | 0%      |
| Книги та періодичні видання | 0%      | 0%      |
| Промислова хімічна продукція | 28,6%   | 22,2%   |
| Продукція, пов'язана з транспортними засобами | 0%      | 0%      |
| Інше | 0%      | 11,1%   |
| Усього підприємств | 7       | 9       |

#### Сфера послуг
| \| Підприємства міста, що працюють у сфері послуг, за діяльністю \| Підприємства міста, що працюють у сфері послуг, за діяльністю \| Підприємства міста, що працюють у сфері послуг, за діяльністю \| \| Рік \| 2002 р. \| 2001 р. \| \| ------------------------------------------------------------- \| ------------------------------------------------------------- \| ------------------------------------------------------------- \| \| Гуртова торгівля \| 20% \| 29,2% \| \| Готелі та готельний бізнес \| 30% \| 33,3% \| \| Транспорт та зв'язок \| 10% \| 4,2% \| \| Посередницькі фінансові послуги \| 10% \| 8,3% \| \| Послуги підприємствам \| 10% \| 4,2% \| \| Послуги фізичним особам \| 20% \| 20,8% \| \| Нерухомість та ін. \| 0% \| 0% \| \| Усього підприємств \| 20 \| 24 \| |         |         |
| Підприємства міста, що працюють у сфері послуг, за діяльністю |         |         |
| Рік | 2002 р. | 2001 р. |
| Гуртова торгівля | 20%     | 29,2%   |
| Готелі та готельний бізнес | 30%     | 33,3%   |
| Транспорт та зв'язок | 10%     | 4,2%    |
| Посередницькі фінансові послуги | 10%     | 8,3%    |
| Послуги підприємствам | 10%     | 4,2%    |
| Послуги фізичним особам | 20%     | 20,8%   |
| Нерухомість та ін. | 0%      | 0%      |
| Усього підприємств | 20      | 24      |

## Житловий фонд
У 2001 р. 5,7% усіх родин (домогосподарств) мали житло метражем до 59 м², 21,5% - від 60 до 89 м², 36,7% - від 90 до 119 м² і
36,1% - понад 120 м².

З усіх будівель у 2001 р. 9,2% було одноповерховими, 72,9% - двоповерховими, 17,5
% - триповерховими, 0,4% - чотириповерховими, 0% - п'ятиповерховими, 0% - шестиповерховими,
0% - семиповерховими, 0% - з вісьмома та більше поверхами.

## Автопарк
| \| Автомобілі, зареєстровані у місті, за призначенням \| Автомобілі, зареєстровані у місті, за призначенням \| Автомобілі, зареєстровані у місті, за призначенням \| \| Рік \| 2006 р. \| 2005 р. \| \| -------------------------------------------------- \| -------------------------------------------------- \| -------------------------------------------------- \| \| Приватні автомобілі \| 59,2% \| 62,3% \| \| Мотоцикли \| 8,5% \| 6,4% \| \| Вантажівки \| 26,3% \| 26,2% \| \| Трактори \| 0,2% \| 0,2% \| \| Автобуси та ін. \| 5,8% \| 4,9% \| \| Усього автомобілів \| 434 шт. \| 408 шт. \| |         |         |
| Автомобілі, зареєстровані у місті, за призначенням |         |         |
| Рік | 2006 р. | 2005 р. |
| Приватні автомобілі | 59,2%   | 62,3%   |
| Мотоцикли | 8,5%    | 6,4%    |
| Вантажівки | 26,3%   | 26,2%   |
| Трактори | 0,2%    | 0,2%    |
| Автобуси та ін. | 5,8%    | 4,9%    |
| Усього автомобілів | 434 шт. | 408 шт. |

## Вживання каталанської мови
У 2001 р. каталанську мову у місті розуміли 97,5% усього населення (у 1996 р. - 99%), вміли говорити нею 88,3% (у 1996 р. - 
90,7%), вміли читати 83,9% (у 1996 р. - 87,6%), вміли писати 62,3
% (у 1996 р. - 59,1%). Не розуміли каталанської мови 2,5%.

## Політичні уподобання
У виборах до Парламенту Каталонії у 2006 р. взяло участь 236 осіб (у 2003 р. - 264 особи). Голоси за політичні сили розподілилися таким чином:
| \| Вибори до Парламенту Каталонії \| Вибори до Парламенту Каталонії \| Вибори до Парламенту Каталонії \| \| Рік \| 2006 р. \| 2003 р. \| \| -------------------------------------- \| ------------------------------ \| ------------------------------ \| \| Конвергенція та Єднання (CiU) \| 54,2% \| 61,7% \| \| Соціалістична партія Каталонії (PSC) \| 14,8% \| 9,8% \| \| Народна партія (PP) \| 8,5% \| 10,2% \| \| Ініціатива за зелену Каталонію (IC) \| 3,8% \| 3% \| \| Республіканська лівиця Каталонії (ERC) \| 16,9% \| 14,8% \| \| Громадянська партія (C's) \| 0% \| 0% \| \| Інші \| 1,7% \| 0,4% \| |         |         |
| Вибори до Парламенту Каталонії |         |         |
| Рік | 2006 р. | 2003 р. |
| Конвергенція та Єднання (CiU) | 54,2%   | 61,7%   |
| Соціалістична партія Каталонії (PSC) | 14,8%   | 9,8%    |
| Народна партія (PP) | 8,5%    | 10,2%   |
| Ініціатива за зелену Каталонію (IC) | 3,8%    | 3%      |
| Республіканська лівиця Каталонії (ERC) | 16,9%   | 14,8%   |
| Громадянська партія (C's) | 0%      | 0%      |
| Інші | 1,7%    | 0,4%    |

У муніципальних виборах у 2007 р. взяло участь 192 особи (у 2003 р. - 193 особи). Голоси за політичні сили розподілилися таким чином:
| \| Муніципальні вибори \| Муніципальні вибори \| Муніципальні вибори \| \| Рік \| 2007 р. \| 2003 р. \| \| -------------------------------------- \| ------------------- \| ------------------- \| \| Конвергенція та Єднання (CiU) \| 100% \| 100% \| \| Соціалістична партія Каталонії (PSC) \| 0% \| 0% \| \| Народна партія (PP) \| 0% \| 0% \| \| Ініціатива за зелену Каталонію (IC) \| 0% \| 0% \| \| Республіканська лівиця Каталонії (ERC) \| 0% \| 0% \| \| Громадянська партія (C's) \| 0% \| 0% \| \| Інші \| 0% \| 0% \| |         |         |
| Муніципальні вибори |         |         |
| Рік | 2007 р. | 2003 р. |
| Конвергенція та Єднання (CiU) | 100%    | 100%    |
| Соціалістична партія Каталонії (PSC) | 0%      | 0%      |
| Народна партія (PP) | 0%      | 0%      |
| Ініціатива за зелену Каталонію (IC) | 0%      | 0%      |
| Республіканська лівиця Каталонії (ERC) | 0%      | 0%      |
| Громадянська партія (C's) | 0%      | 0%      |
| Інші | 0%      | 0%      |